# كازيميرز شتيربا
كازيميرز شتيربا (بالبولندية: Paweł Ludwik Skrzecz)‏ () (مواليد 4 مارس 1954) هو ملاكم بولندي، مثّل بلاده في الألعاب الأولمبية الصيفية في دورتي 1976 و1980.

## روابط خارجية
كازيميرز شتيربا على موقع أوليمبيديا (الإنجليزية)
- كازيميرز شتيربا على موقع اللجنة الأولمبية البولندية (مؤرشف) (البولندية)